# 110er
Portal Geschichte | Portal Biografien | Aktuelle Ereignisse | Jahreskalender | Tagesartikel

◄ |
1. Jh. |
2. Jahrhundert
| 3. Jh. | ►

◄ |
80er |
90er |
100er |
110er
| 120er | 130er | 140er | ►

110 |
111 |
112 |
113 |
114 |
115 |
116 |
117 |
118 |
119

## Ereignisse
- 113: Die Trajanssäule wird in Rom errichtet. Die Reliefs zeigen die Feldzüge des Kaisers gegen die Daker.
- 114: Beginn des Feldzugs des römischen Kaisers Trajan gegen das Partherreich. Eroberung von Armenien und Mesopotamien sowie des heutigen Kurdistans. Größte Ausdehnung des Römischen Reichs.
- 115 bis 117: Diasporaaufstand in Mesopotamien, Ägypten, Libyen und auf Zypern.

## Infrastruktur
- Das Römische Reich verfügt über ca. 75.000 Kilometer befestigte Straßen. Die Regierbarkeit des Reiches hängt davon genauso ab wie der ausgedehnte Handel Roms. Große Heere müssen sich schnell über große Entfernungen bewegen lassen. Zum Straßenbau werden die römischen Legionen, viele Sklaven sowie unterworfene Völker herangezogen. Die Straßentrassen folgen möglichst der geradesten Linie. Dafür werden  Felsen und Hügel abgetragen, Tunnel gebaut, Dämme aufgeschüttet oder Sümpfe trockengelegt.